# كاتسوهيسا إيناموري
كاتسوهيسا إيناموري (باليابانية: 稲森 克尚) (8 مارس 1994 في هيراكاتا في اليابان – )؛ هو لاعب كرة قدم ياباني سابق كان يلعب كمدافع.

## وصلات خارجية
- كاتسوهيسا إيناموري على موقع رابطة كرة القدم اليابانية للمحترفين (اليابانية)
- كاتسوهيسا إيناموري على موقع قاعدة بيانات كرة القدم.إي يو (الإنجليزية)
- كاتسوهيسا إيناموري على موقع Soccerway.com (الإنجليزية)
- كاتسوهيسا إيناموري على موقع عالم كرة القدم.نت (الإنجليزية)